# Akira Toriyama
Akira Toriyama (鳥山明 Toriyama Akira) (født 5. april 1955 i Kiyosu, Aichi Prefecture i Japan, død 1. marts 2024) var en japansk mangategner. Han er mest kendt for sine tegneserier Dr. Slump og Dragon Ball. Allerede som barn var han meget optaget af både tegneserier og tegnefilm.

## Biografi
Efter han afsluttede sin skolegang begyndte Toriyama at arbejde som grafiker på et reklamebureau hvor han fik udnyttet sit talent og udviklede sig som serietegner.
Få år senere gav det store tegneseriemagasin Shonen Jump ham en stor chance: Han blev ansat som tegner, og i december 1978 fik han udgivet sine første tegneserier. Magasinets læsere kunne lide Toriyamas tegninger så godt at han fik tegnet sin egen store fortsættelsesserie, Dr. Slump. Serien startede i januar 1980 og fortsatte frem til 1984. Dr. Slump blev senere udgivet i en række bøger og som tegnefilm.
Toriyamas største succes, er uden tvivl tegneserien Dragon Ball. Serien kørte 11 år i Shonen Jump og er siden udkommet i 42 bind og bearbejdet som tv-serie, biograffilm, videofilm og et stort antal spil af alle genrer. Serien har også fået en række andre diverse produkter med alt fra actionfigurer til softice. I tegnerens hjemland hyldes han som en af tidernes mest succesrige kunstnere. I 1993 besøgte mere end 3,5 millioner personer en Toriyama-udstilling som blev vist i en række japanske byer. Han er også den eneste japanske tegneseriekunstner som har opnået at få sine værker udstillet på Nationalmuseet for Moderne Kunst i Tokyo.
Sammen med medarbejderne i sit tegnestudie, lavede Toriyama efterfølgerne Dragon Ball Z, Dragon Ball GT og Dragon Ball Super. Derear også lavet en fortsættelse af Dr. Slump i tillæg til mange andre kortere tegneserier. Toriyama har også medvirket i den grafiske udformning af computerspil som Dragon Quest og Tobal.
Til trods for sin enorme succes var Akira Toriyama en ganske sky og tilbageholden mand. Han trivedes bedre med at bo på landet end i en hektisk storby, og stillede sjældent op til interviews. Når han skulle koble af, brugte han tiden på modelbygning, computerspil og lange motorcykelture.
Ligesom som den gamle filminstruktør Alfred Hitchcock medvirkede i små biroller i sine film, dukker Akira Toriyama nu og da op i sine tegneserier. Han er da forklædt som en robot. Han optrådte allerede i sin første tegneseriebog.
Udover manga arbejdede han med at designe tv-spil. Mest kendt er nok hans design af samtlige spil i RPG-serien Dragon Quest eller det omtalte RPG-spil Chrono Trigger. Han bidrog med designet af spillet Blue Dragon til Xbox 360.
Hans seneste arbejde var en lille miniserie ved navn, Cross Epoch, som han lavede sammen med One Piece’s skaber Eiichiro Oda.

## Udvalgt arbejde

### Manga
- 1978: Wonder Island
- 1980: Dr. Slump
- 1984: Dragon Ball
- Neko Majin
- Neko Majin Z
- 1998: Kajika
- 2000: Sand Land

### Anime
- Dragon Ball
- Dragon Ball Z
- Dragon Ball GT
- Dragon Ball Super
- Dr. Slump

### Tv-spil
- Dragon Ball Z: Kakkarot
- Dragon Quest
- Chrono Trigger
- Tobal
- Blue Dragon
- Dragon Ball Z: Budokai Tenkaichi
- Dragon ball Evolution